# Житомля
Жито́мля (бел. Жыто́мля) — деревня в Гродненском районе Гродненской области Белоруссии. Входит в состав Вертелишковского сельсовета.

## Топонимика
Согласно версии В. Жучкевича, название образовано от слова «жито», «житница». Впервые упоминается в документах Гродненского земского суда в 1539—1540 годов. «Ординация королевских пущ», в 1641 г. и в 1717 г. упоминается под названием «Жидомля». После третьего раздела Речи Посполитой деревня отошла к Российской империи.

## История
29 июля 1796 г. деревня подарена Екатериной II Генерал — майору Атармасову.
В 1931—1939 г.г. находилась в составе Польши. Здесь впервые появились партийные ячейки, которые в 1925 г. объединились в Житомлянский подрайком КПЗБ. В феврале 1940 г. был образован один из первых в Гродненской области колхозов, во главе с В. Кучаником.
В 1743 году была воздвигнута Свято-Благовещенская церковь, которая является памятником православной архитектуры XVIII века.
Благовещенская приходская церковь в селении Житомля Гродненского уезда, воздвигнута в 1730 году орденом монахов камедулов, которым принадлежало в то время и само имение. В приход церкви входили деревни Житомля, Завадичи, Соволевка, Обухово, Копцы, Закревщина, Толочки, Машталеры, Быльчицы, Стародворцы. По 1900 год церковь входила в состав Гродненского благочиния, с 1901 года — в Скидельское благочиние. Построенная в 1743 г. Свято-Благовещенская церковь частично изменила свой вид в 1864 г., когда была горизонтально оштукатурена, накрыта общей двухскатной крышей, покрыта гонтом, были настелены деревянные полы, застеклены окна. В качестве колокольни был надстроен характерный для того времени шатер в виде многогранной пирамиды с маковкой.
При приходе храма Благовещения Пресвятой Богородицы д. Житомля ведется работа по преподаванию в воскресной школе.
Через деревню по нынешней улице Школьной проходил почтовый тракт от Гродно до Вильнюса. По нему двигались смоленские и минские полки, многочисленная рать Стефана Батория, польско-литовкие отряды, армия Наполеона.
Великая Отечественная война принесла Житомле тяжелые испытания. Молодежь угнали в Германию, а местные жители были под властью немецкой комендатуры и жандармерии. Сто один воин погиб при освобождении деревни.
В честь павших заложен сквер между домом фольклора и школой, а в местном парке установлен памятник.
В 1940—1975 годах центр Житомлянского сельсовета. До 25 июня 1979 года деревня входила в состав Обуховского сельсовета.

## Галерея

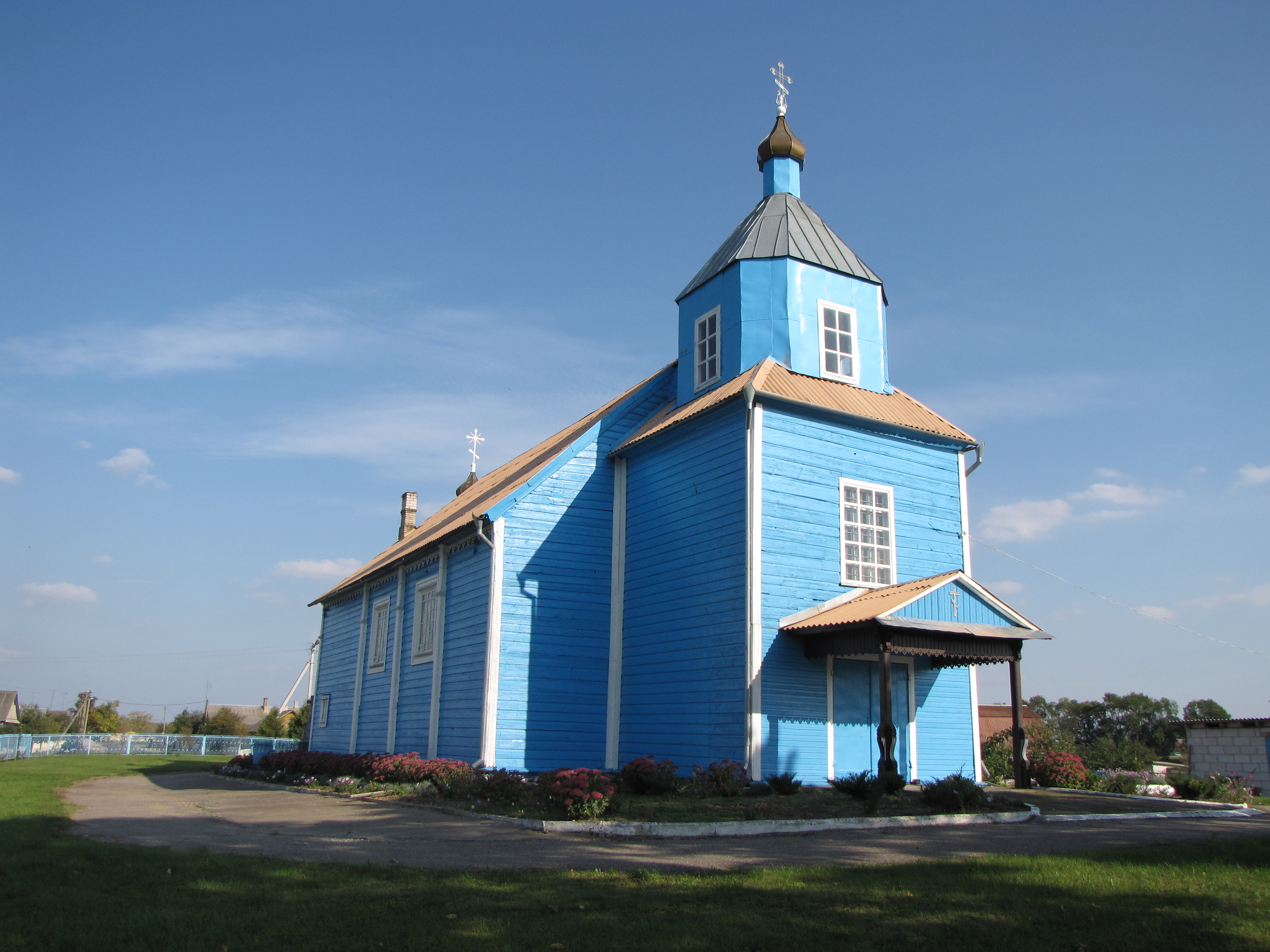
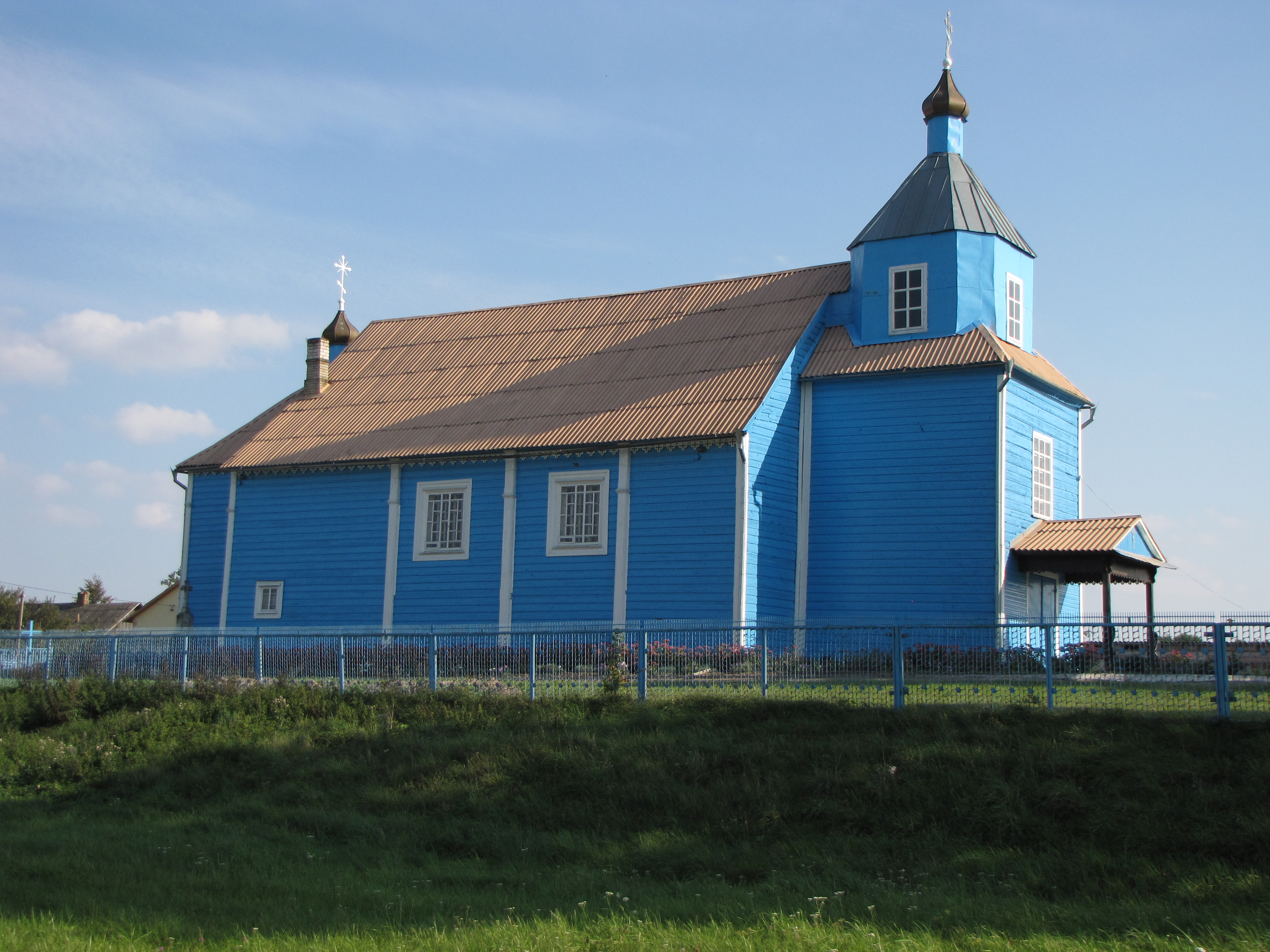
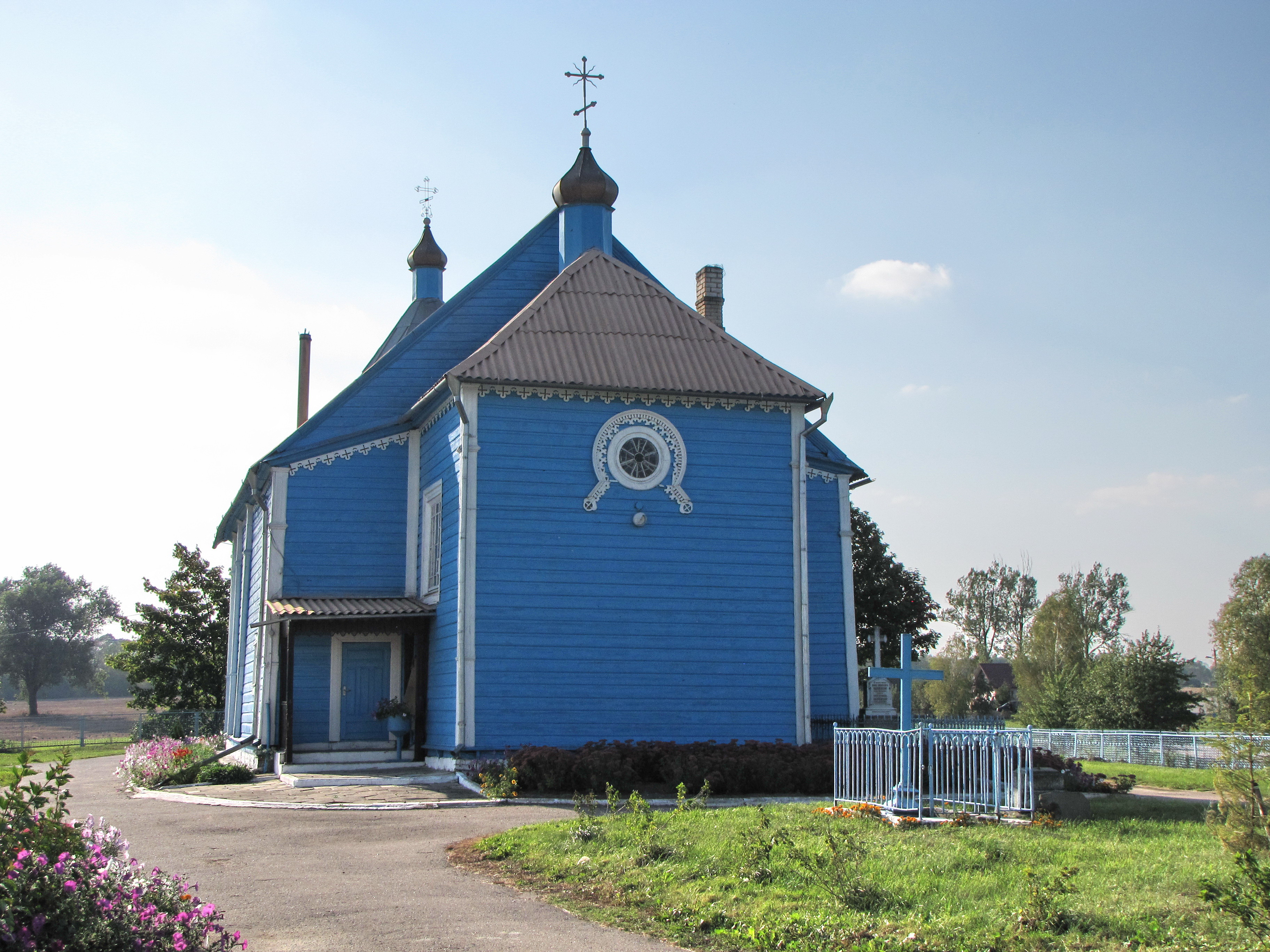

## Население

### Численность
- 2009 год — 724 жителей

### Динамика
- 2009 год — 724 жителей

## Достопримечательность
- Свято-Благовещенская церковь (1743)[4]
- Костёл Св. Девы Марии